# Панджрудський джамоат
Панджру́дський джамоат (тадж. Ҷамоат Панҷрӯд) — джамоат у складі району імені М. С. А. Хамадоні Хатлонської області Таджикистану.
Адміністративний центр — село імені Ґадої Сафарова.
Населення — 12344 особи (2010; 12237 в 2009).
До складу джамоату входять 5 сіл:
| Населений пункт      | Стара назва | Населення, осіб (2009) | Населення, осіб (2010) |
| -------------------- | ----------- | ---------------------- | ---------------------- |
| Анджиркон            | Анджиркон   | 2767                   | 2795                   |
| імені Ґадої Сафарова | Давлатабад  | 5377                   | 5427                   |
| Кодарі-1             | Кодара      | 559                    | 561                    |
| Кодарі-2             | Кодара      | 1263                   | 1263                   |
| Сафедоб              | -           | 2271                   | 2298                   |